# 4 × 100-meterløb (atletik)
4 × 100-meterløb er en atletikdisciplin, der er et stafetløb bestående af fire løbere, der hver skal løbe 100 meter. Det er derfor sprintere, der udgør de bedste deltagere i et 4 × 100-meterhold. Løberne skal holde bane under hele løbet, og da hele løbet svarer til en omgang på et normalt atletikstadion, er det nødvendigt, at løberne starter forskudt, så længden for holdene på alle baner bliver 4 × 100 meter (samme startpositioner som ved 400-meterløb).
Depechen er en kort stang, der af de tre første løbere overdrages til deres efterfølgere i skiftezoner, der er 20 m lange. Skiftezonen strækker 10 m på hver side af markeringen for hver løbers 100 m mærke. En linje er markeret endnu 10 m tilbage, som markerer det tidligste punkt, som den modtagende løber må starte fra, for at opbygge fart til skiftezonen. I skiftezonen kommer modtageren op i fart, så overdragelsen af depechen kan ske i en situation, hvor begge løberne har tilnærmelsesvist samme fart og derved kan sikre en samlet god tid. Da kun den første løber skal accelerere med depechen i hånden, er de bedste 4 × 100-metertider bedre end fire gange de bedste tider for 100-meterløb.
Ud over gode sprinteregenskaber kræves der træning i teknikken ved overdragelsen af depechen. Hvis denne kikser, risikerer holdet at få en dårlig tid eller endog en diskvalifikation, der idømmes, hvis de to løbere ikke får udvekslet depechen inden for skiftezonens grænser.
En række af verdens bedste 4 × 100-meterresultater er opnået af amerikanske hold. Det skyldes især, at landet har tradition for at have mange topsprintere, mens mange andre nationer måske har en eller et par rigtig gode sprintere. Hos mændene har lande som Canada og Storbritannien og de seneste 10 år særlig Jamaica også vist gode resultater. For kvinderne har DDR samt Sovjetunionen/Rusland været med fremme.

## Rekorder
Alle tiders bedste tider i verden samt danske rekorder (pr. 2021).

### Mænd
1. 36,84 s, Jamaica (Nesta Carter, Michael Frater, Yohan Blake, Usain Bolt), OL i London, 11. august 2012
2. 37,04 s, Jamaica (Nesta Carter, Michael Frater, Yohan Blake, Usain Bolt), VM i Daegu, 4. september 2011
3. 37,10 s, USA (Christian Coleman, Justin Gatlin, Michael Rodgers, Noah Lyles), VM i Doha, 5. oktober 2019
4. 37,27 s, Jamaica (Asafa Powell, Yohan Blake, Nickel Ashmeade, Usain Bolt), OL i Rio de Janeiro, 19. august 2016
5. 37,31 s, Jamaica (Steve Mullings, Michael Frater, Usain Bolt, Asafa Powell), VM i Berlin, 22. august 2009

Syv af de ti bedste tider i verden er sat af jamaicanske hold.
Dansk rekord: 39,06 s, landsholdet (Frederik Schou-Nielsen, Kojo Musah, Tazana Kamanga-Dyrbak og Simon Hansen) 1. maj 2021.

### Kvinder
1. 40,82 s, USA (Tianna Madison, Allyson Felix, Bianca Knight, Carmelita Jeter), OL i London, 10. august 2012
2. 41,01 s, USA (Tianna Madison, Allyson Felix, English Gardner, Tori Bowie), OL i Rio de Janeiro, 19. august 2016
3. 41,07 s, Jamaica (Veronica Campbell-Brown, Natasha Morrison, Elaine Thompson Herah, Shelly-Ann Fraser-Pryce), Beijing, 19. august 2015
4. 41,29 s, Jamaica (Carrie Russell, Kerron Stewart, Schillonie Calvert, Shelly-Ann Fraser-Pryce), Moskva, 18. august 2013
5. 41,36 s, Jamaica (Christania Williams, Elaine Thompson Herah, Veronica Campbell-Brown, Shelly-Ann Fraser-Pryce), OL i Rio de Janeiro, 19. august 2016

Dansk rekord: 43,90 s, landsholdet (Astrid Glenner-Frandsen, Ida Karstoft, Mette Graversgaard, Mathilde U. Kramer) 11. maj 2019.